# Ермаковка (Липецкая область)
Ермако́вка — деревня Грязинского сельсовета Грязинского района Липецкой области.
Расположена на правом берегу реки Матыры — напротив села Петровки.
У обеих границ деревни — западной и восточной — проходят линии электропередачи.

## История
Ермаковка была образована в 1921 году. Название, вероятно, патронимическое. По переписи 1926 года в деревне Грязинской волости Липецкого уезда Тамбовской губернии было 28 дворов русских и 151 житель (80 мужчин, 71 женщина). По спискам сельскохозяйственного налога на 1928/1929 годы в деревне Ермаковка, вошедшей в состав Грязинского сельсовета Грязинского района Козловского округа ЦЧО, было 30 хозяйств и 192 жителя.
До войны здесь насчитывалось 20 дворов.
В ноябре 1979 года деревня Ермаковка, ранее принадлежавшая Петровскому сельсовету Грязинского района, была вновь включена в состав Грязинского сельсовета того же района.

## Население
| 2010 | 2013 |
| ---- | ---- |
| 0    | →0   |

В 2002 и 2010 году деревня была без населения.